# Okresy na Madeiře

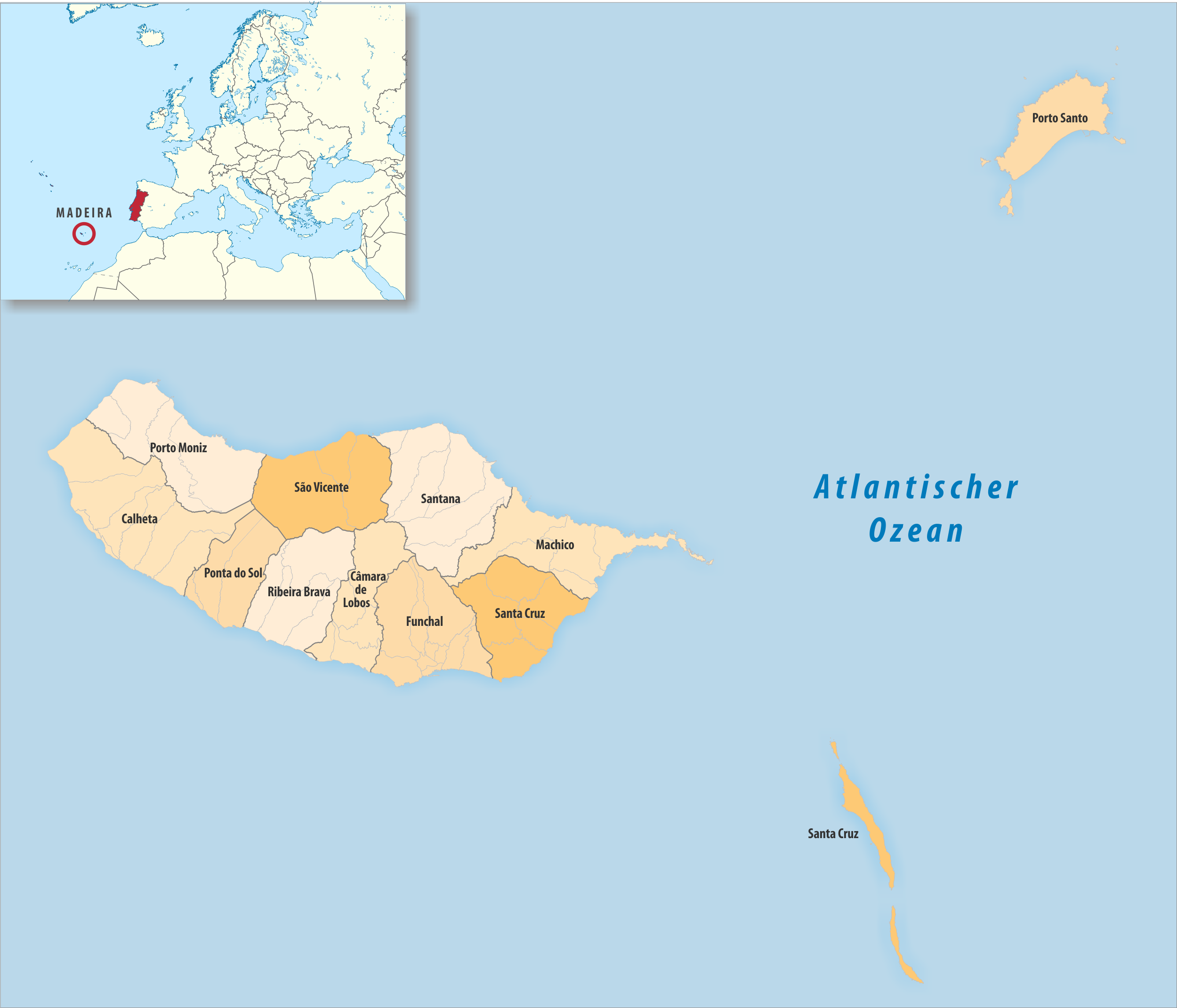
Mapa okresů na Madeiře

Okresy na Madeiře jsou administrativní jednotky na portugalském souostroví Madeira. Okresy (portugalsky município) se dále dělí na farnosti (portugalsky freguesia). Na Madeiře se celkem nachází 11 okresů, v Portugalsku je jich celkem 308.

## Seznam okresů
| Název           | Rozloha    | Počet obyvatel (2011) | Hustota zalidnění |
| --------------- | ---------- | --------------------- | ----------------- |
| Calheta         | 115,65 km² | 11 856                | 103 obyv./km²     |
| Câmara de Lobos | 52,5 km²   | 35 665                | 679 obyv./km²     |
| Funchal         | 75,7 km²   | 100 847               | 1 332 obyv./km²   |
| Machico         | 68,31 km²  | 21 828                | 320 obyv./km²     |
| Ponta do Sol    | 46,8 km²   | 8 189                 | 175 obyv./km²     |
| Porto Moniz     | 82,6 km²   | 2 711                 | 33 obyv./km²      |
| Porto Santo     | 42,17 km²  | 4 388                 | 104 obyv./km²     |
| Ribeira Brava   | 65 km²     | 12 523                | 193 obyv./km²     |
| Santa Cruz      | 81,5 km²   | 43 005                | 528 obyv./km²     |
| Santana         | 95,56 km²  | 7 719                 | 81 obyv./km²      |
| São Vicente     | 78,8 km²   | 3 136                 | 40 obyv./km²      |